# چندک (جمهوری آلتای)
چندک (به لاتین: Chendek) یک منطقهٔ مسکونی در روسیه است که در جمهوری آلتای واقع شده‌است.